# Polska na Halowych Mistrzostwach Europy w Lekkoatletyce 2011
Polska na Halowych Mistrzostwach Europy w Lekkoatletyce 2011 – grupa zawodników powołana przez Polski Związek Lekkiej Atletyki do reprezentowania kraju podczas halowego czempionatu Starego Kontynentu w Paryżu między 4 i 6 marca. 
Dotychczas Polska uczestniczyła we wszystkich – oprócz pierwszej – edycjach halowych mistrzostw Europy zdobywając podczas nich 163 medale. Jedyny polski złoty medalista poprzedniej edycji halowych mistrzostw – kulomiot Tomasz Majewski – w związku z operacją i rekonwalescencją zdecydował się nie startować w sezonie halowym (w tym w zawodach w Paryżu) i skupić się na przygotowaniach do głównej imprezy sezonu czyli mistrzostw świata w koreańskim Taegu.
W Paryżu Polskę reprezentowało 18 lekkoatletów, którzy rywalizowali w 10 konkurencjach. Polacy zdobyli pięć medali zajmując piąte miejsce w klasyfikacji medalowej – złoto przypadło Annie Rogowskiej w skoku o tyczce i Adamowi Kszczotowi w biegu na 800 metrów, jedyne srebro zdobył Marcin Lewandowski (bieg na 800 metrów), a brązowe krążki wywalczyli Lidia Chojecka w biegu na 3000 metrów oraz Bartosz Nowicki na dystansie 1500 metrów. W klasyfikacji punktowej Polska zajęła szóste miejsce z wynikiem 54 punktów.

## Zasady kwalifikacji
Lekkoatleci od 8 stycznia do 20 lutego mieli czas na wypełnienie ustalonych przez Dział Szkolenia Polskiego Związku Lekkiej Atletyki minimów kwalifikacyjnych w konkurencjach indywidualnych. W związku z przyznaniem Polsce – obok Rosji, Wielkiej Brytanii, Belgii, Niemiec i Francji – prawa wystawienia podczas zawodów męskiej sztafety 4 x 400 metrów kwalifikację do biegu rozstawnego uzyskali medaliści biegu na 400 metrów z halowych mistrzostw Polski oraz dwóch najszybszych Polaków na dystansie 400 metrów w sezonie halowym 2011 poza medalistami krajowego czempionatu. Listę startujących w Paryżu wieloboistów ustala European Athletics – wśród zaproszonych pięcioboistek znalazła się reprezentantka Polski Karolina Tymińska.

### Minima kwalifikacyjne
Minima kwalifikacyjne przygotowane przez dyrektora sportowego PZLA Piotra Haczka zostały zaakceptowane przez Zarząd Związku na spotkaniu w Warszawie 25 listopada 2010. Z uwagi na stosunkowo wolną bieżnię w hali w Spale, wyniki (poza biegiem na 60 metrów) tam osiągane są przeliczane przez odjęcie 0,3 sekundy od rezultatu uzyskanego w tej hali, zatem np. minimum na halowe mistrzostwa Europy w biegu na 400 metrów kobiet wynosi 52,90 bądź 53,20, jeśli wynik został uzyskany podczas zawodów w Spale.
| Konkurencja                    | Kobiety | Mężczyźni |
| ------------------------------ | ------- | --------- |
| Bieg na 60 metrów              | 7,30    | 6,66      |
| Bieg na 400 metrów             | 52,90   | 46,90     |
| Bieg na 800 metrów             | 2:03,00 | 1:48,20   |
| Bieg na 1500 metrów            | 4:12,00 | 3:43,00   |
| Bieg na 3000 metrów            | 9:00,00 | 7:55,00   |
| Bieg na 60 metrów przez płotki | 8,10    | 7,70      |
| Skok wzwyż                     | 1,92    | 2,27      |
| Skok o tyczce                  | 4,45    | 5,60      |
| Skok w dal                     | 6,55    | 7,95      |
| Trójskok                       | 14,00   | 16,70     |
| Pchnięcie kulą                 | 17,50   | 19,80     |

## Uzyskiwanie minimów

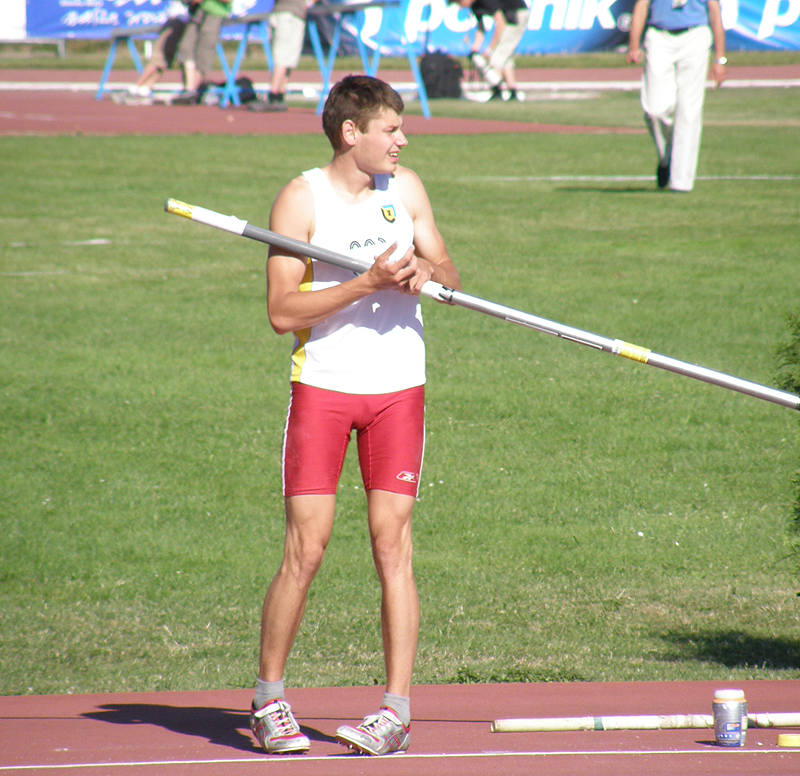
Tyczkarz Paweł Wojciechowski jako pierwszy uzyskał minimum uprawniające do startu w halowych mistrzostwach Europy

Pierwszym polskim lekkoatletą, który uzyskał wymagane przez Związek minimum do startu w halowym czempionacie, był tyczkarz bydgoskiego Zawiszy Paweł Wojciechowski, który 23 stycznia w Bydgoszczy uzyskał wynik 5,60 równy minimum PZLA. 27 stycznia w niemieckim Chemnitz Małgorzata Trybańska ustanowiła nowy halowy rekord Polski w trójskoku – 14,16 m, rezultat ten jest lepszy od minimum na halowe mistrzostwa Europy o 16 centymetrów. 
W Stuttgarcie 5 lutego podczas mityngu Sparkassen-Cup Renata Pliś i Marcin Lewandowski zapewnili sobie prawo startu w paryskim czempionacie. Pliś w biegu na 3000 metrów zajęła trzecie miejsce z wynikiem 8:59,41. Lewandowski, dla którego był to pierwszy start w sezonie, był trzeci w biegu na 800 metrów z czasem 1:46,17, który jest lepszy o ponad 2 sekundy od ustalonego przez Związek minimum – wynik ten jest także nowym rekordem życiowym zawodnika. Start średniodystansowca w halowych mistrzostwach nie jest jednak pewny. 6 lutego Anna Rogowska zajęła 5. miejsce w konkursie skoku o tyczce podczas mityngu Russian Winter. Polka zaliczyła tylko jedną wysokość – 4,46 m, jest to jednak wynik o 1 cm lepszy od minimum na halowe mistrzostwa Europy. W czasie rozegranego 8 lutego we francuskim Liévin mityngu Pas-de-Calais Lidia Chojecka zajęła drugie miejsce w biegu na 3000 metrów z czasem 8:55,91 – rezultat ten gwarantuje biegaczce miejsce w składzie na mistrzostwa Starego Kontynentu. Czworo Polaków wypełniło minima na zawody w Paryżu podczas 6. PSD Bank Meeting w niemieckim Düsseldorfie – Adam Kszczot był trzeci na 800 metrów (1:46,85), Sylwia Ejdys trzecia na 1500 metrów, wśród mężczyzn na tym samym dystansie prawo startu na halowych mistrzostwach Europy wywalczyli: Marcin Lewandowski (9. miejsce – 3:40,24) i Bartosz Nowicki (zwycięstwo w biegu "B" – 3:40,67). 
12 lutego rozegrano w Doniecku coroczny mityng w skoku o tyczce. Drugie miejsce zajęła Anna Rogowska, poprawiając swój wynik z poprzedniego tygodnia i uzyskując 4,70 m. Czwarta była Monika Pyrek, której rezultat – 4,60 jest lepszy od minimum na halowe mistrzostwa Europy, Polka nie ma jednak w planach udziału w tych zawodach. 13 lutego podczas mityngu Flanders Indoor w Gandawie Paweł Wojciechowski – który jako pierwszy zapewnił sobie udział w paryskich zawodach – ponownie uzyskał wynik lepszy od minimum PZLA w skoku o tyczce ustanawiając rezultatem 5,86 halowy rekord kraju. Tego samego dnia, w niemieckim Karlsruhe rozegrano zawody BW-Bank Meeting 2011. Bartosz Nowicki zajął 4. miejsce w biegu na 1500 metrów poprawiając wynikiem 3:38,90 o 0,06 sekundy rekord Polski należący do Pawła Czapiewskiego (poprzedni rekord życiowy Nowickiego, dający już prawo występu w Paryżu był gorszy o prawie 2 sekundy). Znacząco swoje rekordy życiowe poprawiło także dwoje reprezentantów Polski na 3000 metrów – Łukasz Parszczyński był 4. (7:54,29 – 0,25 sekundy gorzej od rekordu Polski Yareda Shegumo, ale 0,71 lepiej od minimum), a Sylwia Ejdys druga – 8:43,22 (Ejdys uzyskała już wcześniej minimum na dwukrotnie krótszym dystansie, wyboru konkurencji w której wystąpi w Paryżu dokona razem z trenerem Markiem Adamkiem). W tym samym biegu 5. miejsce zajęła Lidia Chojecka poprawiając swój najlepszy tegoroczny rezultat – 8:46,55. 16 lutego rozegrano mityng Pedro's Cup w Bydgoszczy. Spośród polskich zawodników najbardziej wartościowy wynik uzyskała Anna Rogowska, która wygrała konkurs tyczkarek ze swoim najlepszym wynikiem w tym sezonie – 4,76 m (wcześniej już dwukrotnie odnotowała rezultaty lepsze od minimum na halowe mistrzostwa Europy). 
19 lutego – pierwszego dnia halowych mistrzostw Polski w Spale, ostatnich zawodów będących kwalifikacją do reprezentacji kraju na halowe mistrzostwa Europy, Małgorzata Trybańska zdobyła złoty medal w skok w dal z wynikiem 6,61 m – o 6 centymetrów lepszym niż minimum PZLA na zawody w Paryżu. Zawodniczka nie planowała jednak występu w tej skoku w dal we Francji, gdyż pogodzenie występu w dwóch konkurencjach (Trybańska uzyskała już wcześniej minimum w swojej koronnej konkurencji – trójskoku) w ciągu trzech dni jest prawie niemożliwe. Czterech pierwszych zawodników w biegu na 1500 metrów uzyskało czasy lepsze od minimum ustalonego przez PZLA – Mateusz Demczyszak (3:41,01 – rekord życiowy), Bartosz Nowicki (3:41,42 – już wcześniej w tym sezonie notował lepsze rezultaty), Łukasz Parszczyński (3:41,76) oraz Adam Czerwiński (3:42,92). Rozważano, że w Paryżu na tym dystansie 
wystąpią Demczyszak, Nowicki i Czerwiński, a Parszczyński zostanie zgłoszony do biegu na 3000 metrów. W drugim dniu halowych mistrzostw kraju rozegrano m.in. finałowe biegi na 400 metrów mężczyzn. Zgodnie z kryteriami przyjętymi przez PZLA do składu sztafety 4 x 400 metrów zakwalifikowali się medaliści: Marcin Marciniszyn, Łukasz Krawczuk i Marcin Sobiech oraz dwóch zawodników z najlepszymi wynikami z tego sezonu, którzy nie znaleźli się na podium mistrzostw Polski: Jakub Krzewina i Mateusz Fórmański.
Po zakończeniu okresu zdobywania minimum rozegrany został w Sztokholmie mityng XL Galan 2011, podczas którego wartościowe wyniki uzyskali reprezentanci Polski na halowe mistrzostwa – Lidia Chojecka zajęła w biegu na 3000 metrów trzecie miejsce z najlepszym w sezonie wynikiem 8:44,25, Marcin Lewandowski – po powrocie na bieżnię po krótkiej chorobie – był piąty w biegu na 1000 metrów ustanawiając czasem 2:19,21 rekord życiowy. Startujące w biegu na 1500 metrów Lidia Chojecka i Renata Pliś uzyskały wyniki 4:05,38 i 4:07,10 – uzyskując odpowiednio, drugi i czwarty najlepszy wynik w historii polskiej lekkoatletyki.

## Skład reprezentacji Polski na HME w Paryżu
Po zakończeniu halowych mistrzostw Polski prezes PZLA Jerzy Skucha i dyrektor sportowy związku Piotr Haczek ogłosili skład reprezentacji na halowe mistrzostwa Europy w Paryżu. Ekipa będzie liczyła 17 lub 18 zawodników, w zależności od decyzji Marcina Lewandowskiego o starcie we Francji – ostatecznie średniodystansowiec postanowił wystąpić we Francji co oznacza, że reprezentacja liczy 18 sportowców.
| Zawodnik             | Konkurencja    | Rezultat |
| -------------------- | -------------- | -------- |
| Sylwia Ejdys         | Bieg na 1500 m | 4:09,57  |
| Sylwia Ejdys         | Bieg na 3000 m | 8:43,22  |
| Lidia Chojecka       | Bieg na 3000 m | 8:46,55  |
| Renata Pliś          | Bieg na 3000 m | 8:59,41  |
| Anna Rogowska        | Skok o tyczce  | 4,76     |
| Małgorzata Trybańska | Skok w dal     | 6,61     |
| Małgorzata Trybańska | Trójskok       | 14,16    |
| Karolina Tymińska    | Pięciobój      | –        |

| Zawodnik            | Konkurencja        | Rezultat |
| ------------------- | ------------------ | -------- |
| Adam Kszczot        | Bieg na 800 m      | 1:46,85  |
| Marcin Lewandowski  | Bieg na 800 m      | 1:46,17  |
| Adam Czerwiński     | Bieg na 1500 m     | 3:42,92  |
| Mateusz Demczyszak  | Bieg na 1500 m     | 3:41,01  |
| Bartosz Nowicki     | Bieg na 1500 m     | 3:38,90  |
| Łukasz Parszczyński | Bieg na 3000 m     | 7:54,29  |
| Mateusz Fórmański   | Sztafeta 4 x 400 m | 47,50    |
| Łukasz Krawczuk     | Sztafeta 4 x 400 m | 47,56    |
| Jakub Krzewina      | Sztafeta 4 x 400 m | 47,31    |
| Marcin Marciniszyn  | Sztafeta 4 x 400 m | 47,21    |
| Marcin Sobiech      | Sztafeta 4 x 400 m | 47,59    |
| Paweł Wojciechowski | Skok o tyczce      | 5,86     |

## Przebieg zawodów
Jako pierwsze w paryskiej hali wystąpiły Karolina Tymińska w pięcioboju oraz Małgorzata Trybańska w trójskoku. Wieloboistka po biegu na 60 metrów przez płotki (8,34 – wyrównany rekord życiowy) zajmowała piąte miejsce, a trójskoczkini z wynikiem 13,90 nie awansowała do finału. W kolejnej konkurencji – biegu na 3000 metrów – Łukasz Parszczyński nie awansował do finału, Tymińska zajęła dziewiąte miejsce w skoku wzwyż (1,74) i była 6. w pchnięciu kulą (14,06). Po trzech konkurencjach rywalizacji wielobojowej Polka z wynikiem 2753 punktów zajmowała czwarte miejsce. W sesji popołudniowej pierwsza wystąpiła Tymińska, która w skoku w dal do pięcioboju była druga z wynikiem 6,33, a w całym wieloboju czwarta. O godzinie 16:15 rozpoczęły się eliminacje skoku o tyczce mężczyzn, w których po zaliczeniu w pierwszych próbach wysokości 5,40, 5,55 oraz 5,65 Paweł Wojciechowski zajął ex aequo z Renaud Lavillenie i Timem Lobingerem pierwsze miejsce. Kolejnymi reprezentantami Polski, którzy wystąpili w Paryżu byli średniodystansowcy Marcin Lewandowski i Adam Kszczot – obaj wygrali swoje biegi eliminacyjne (odpowiednio z wynikami 1:48,81 oraz 1:51,02) i awansowali do sobotnich półfinałów. W biegu na 1500 metrów kobiet Sylwia Ejdys była w swoim biegu eliminacyjnym druga z wynikiem 4:11,04, a Renata Pliś wygrała swój bieg z czasem 4:12,15 – obie zawodniczki awansowały do kolejnej rundy czempionatu. W ostatniej konkurencji pięcioboju – biegu na 800 metrów – Karolina Tymińska wygrała swoją serię, uzyskała piąty czas spośród wszystkich zawodniczek i w ostatecznej klasyfikacji wieloboju zajęła czwarte miejsce.
W sobotę 5 marca pierwszą zawodniczką z Polski, która wystąpiła w Paryżu była Anna Rogowska – rozpoczęcie eliminacje skoku o tyczce kobiet zaplanowano na 9:05. Rogowska po zaliczeniu w pierwszej próbie wysokości 4,45, opuszczeniu 4,50 ponownie w pierwszej próbie uzyskała wynik 4,55 i awansowała do finału z pierwszego miejsca. W eliminacjach biegu na 3000 metrów startowały Sylwia Ejdys i Lidia Chojecka – pierwsza zawodniczka nie ukończyła biegu eliminacyjnego chcąc oszczędzić siły na dystans o połowę krótszy, a Chojecka z czasem 9:06,44 awansowała do niedzielnego finału. Sesję popołudniowa z Polaków najwcześniej zaczęli występujący w biegu na 1500 metrów Adam Czerwiński, Mateusz Demczyszak oraz Bartosz Nowicki – z grona tych zawodników jedynie Nowicki awansował do niedzielnego finału z wynikiem 3:43,75. W półfinałowych biegach na 800 metrów Adam Kszczot i Marcin Lewandowski zajęli drugie lokaty i awansowali do finału zaplanowanego na 6 marca. Paweł Wojciechowski w konkursie skoku o tyczce, w którym Francuz Renaud Lavillenie ustanowił rekord halowego czempionatu wynikiem 6,03, w trzeciej próbie zaliczył wysokość 5,51, opuścił 5,61, w drugiej próbie przeskoczył 5,71 i trzykrotnie strącił poprzeczkę umieszczoną na wysokości 5,76 zajmując czwarte miejsce. W finałowym biegu na 1500 metrów kobiet Renata Pliś z czasem 4:15,16 zajęła czwarte miejsce tracąc do trzeciej na mecie jedną sekundę, a Sylwia Ejdys przybiegła na metę na ostatniej pozycji uzyskując rezultat 4:20,99.

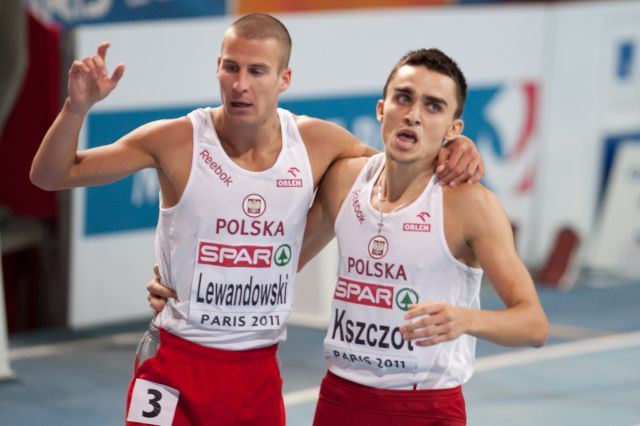
Marcin Lewandowski i Adam Kszczot po finałowym biegu na 800 metrów

Ostatnim dniem zawodów była niedziela 6 marca – Polacy tego dnia startowali w pięciu finałach. Jako pierwsza do rywalizacji o medale przystąpiła Lidia Chojecka startująca w biegu na 3000 metrów – Polka przez cały dystans znajdowała się w czołówce, 300 metrów przed metą wyszła na prowadzenie a ostatecznie zakończyła rywalizację na trzecim miejscu z czasem 8:58,30 zdobywając już szósty w karierze medal halowych mistrzostw Starego Kontynentu. Kilkanaście minut później w finale biegu na 800 metrów dwa medale przypadły kolejnym reprezentantom Polski – złoto i tytuł halowego mistrza Europy zdobył Adam Kszczot z czasem 1:47,87, a na drugim miejscu linię mety minął mistrz Europy ze stadionu z 2010 roku Marcin Lewandowski (1:48,23). Pierwszy raz w historii halowego czempionatu dwóch Polaków stanęło na podium w biegu na 800 metrów – po złocie Pawła Czapiewskiego Kszczot został drugim w historii polskim halowym mistrzem Europy na tym dystansie. Brązowy medal w biegu na 1500 metrów zdobył Bartosz Nowicki, dla którego był to pierwszy sukces w seniorskiej imprezie międzynarodowej – dotychczas największym osiągnięciem zawodnika było złoto mistrzostw Europy juniorów z 2003. Drugi złoty medal w paryskich zawodach zdobyła dla Polski Anna Rogowska, która wynikiem 4,85 ustanowiła absolutny rekord Polski w skoku o tyczce – rezultat ten jest trzecim w historii kobiecego skoku o tyczce w hali. Rogowska konkurs zaczęła od udanego skoku na 4,35, w drugiej próbie pokonała poprzeczkę zawieszoną na wysokości 4,60 oraz w pierwszym podejściu 4,70. Gdy podobnie jak Niemka Silke Spiegelburg tyczarka w drugim podejściu przeskoczyła 4,75 obie zawodniczki prowadziły w konkursie ex aequo. Niemce nie udało się osiągnąć lepszego rezultatu, a Rogowska pokonała w pierwszej próbie 4,80 i w drugiej 4,85 – na koniec bez powodzenia trzykrotnie atakowała poprzeczkę zawieszoną na wysokości 4,91. Na koniec zawodów w hali Bercy rozegrano bieg sztafetowy 4 x 400 metrów, w którym reprezentacja Polski w składzie Mateusz Fórmański, Marcin Marciniszyn, Łukasz Krawczuk i Jakub Krzewina zajęła z czasem 3:09,31 piąte miejsce.

## Wyniki reprezentantów Polski

### Mężczyźni

#### Konkurencje biegowe
| Konkurencja        | Zawodnik                                                            | Eliminacje | Eliminacje    | Półfinał | Półfinał     | Finał    | Finał      | Źródło |
| Konkurencja        | Zawodnik                                                            | Rezultat   | Lokata        | Rezultat | Lokata       | Rezultat | Lokata     | Źródło |
| ------------------ | ------------------------------------------------------------------- | ---------- | ------------- | -------- | ------------ | -------- | ---------- | ------ |
| Bieg 800 m         | Adam Kszczot                                                        | 1:51,02    | 13. miejsce Q | 1:49,38  | 3. miejsce Q | 1:47,87  | 1. miejsce | [ 43 ] |
| Bieg 800 m         | Marcin Lewandowski                                                  | 1:48,81    | 1. miejsce Q  | 1:50,75  | 8. miejsce Q | 1:48,23  | 2. miejsce | [ 43 ] |
| Bieg 1500 m        | Bartosz Nowicki                                                     | 3:43,75    | 3. miejsce q  |          |              | 3:41,48  | 3. miejsce | [ 53 ] |
| Bieg 1500 m        | Mateusz Demczyszak                                                  | 3:47,67    | 12. miejsce   |          |              |          |            | [ 53 ] |
| Bieg 1500 m        | Adam Czerwiński                                                     | 3:48,55    | 17. miejsce   |          |              |          |            | [ 53 ] |
| Bieg 3000 m        | Łukasz Parszczyński                                                 | 8:03,14    | 14. miejsce   |          |              |          |            | [ 39 ] |
| Sztafeta 4 x 400 m | Mateusz Fórmański Marcin Marciniszyn Łukasz Krawczuk Jakub Krzewina |            |               |          |              | 3:09,31  | 5. miejsce | [ 55 ] |

#### Konkurencje techniczne
| Konkurencja   | Zawodnik            | Eliminacje | Eliminacje | Eliminacje | Eliminacje   | Eliminacje | Finał | Finał | Finał | Finał | Finał | Finał    | Finał      | Źródło |
| Konkurencja   | Zawodnik            | 5,40       | 5,55       | 5,65       | Lokata       | Rezultat   | 5,41  | 5,51  | 5,61  | 5,71  | 5,76  | Rezultat | Lokata     | Źródło |
| ------------- | ------------------- | ---------- | ---------- | ---------- | ------------ | ---------- | ----- | ----- | ----- | ----- | ----- | -------- | ---------- | ------ |
| Skok o tyczce | Paweł Wojciechowski | o          | o          | o          | 1. miejsce q | 5,65       | –     | xxo   | –     | xo    | xxx   | 5,71     | 4. miejsce | [ 42 ] |

### Kobiety

#### Konkurencje biegowe
| Konkurencja | Zawodnik       | Eliminacje | Eliminacje    | Półfinał | Półfinał | Finał    | Finał      | Źródło |
| Konkurencja | Zawodnik       | Rezultat   | Lokata        | Rezultat | Lokata   | Rezultat | Lokata     | Źródło |
| ----------- | -------------- | ---------- | ------------- | -------- | -------- | -------- | ---------- | ------ |
| Bieg 1500 m | Sylwia Ejdys   | 4:11,04    | 6. miejsce Q  |          |          | 4:20,99  | 9. miejsce | [ 44 ] |
| Bieg 1500 m | Renata Pliś    | 4:12,15    | 12. miejsce Q |          |          | 4:15,16  | 4. miejsce | [ 44 ] |
| Bieg 3000 m | Lidia Chojecka | 9:06,44    | 8. miejsce Q  |          |          | 8:58,30  | 3. miejsce | [ 48 ] |
| Bieg 3000 m | Sylwia Ejdys   | –          | DNF           |          |          |          |            | [ 48 ] |

#### Konkurencje techniczne
| Konkurencja   | Zawodnik      | Eliminacje | Eliminacje | Eliminacje | Eliminacje   | Eliminacje | Finał | Finał | Finał | Finał | Finał | Finał | Finał | Finał | Finał | Finał    | Finał      | Źródło |
| Konkurencja   | Zawodnik      | 4,45       | 4,50       | 4,55       | Lokata       | Rezultat   | 4,35  | 4,50  | 4,60  | 4,65  | 4,70  | 4,75  | 4,80  | 4,85  | 4,91  | Rezultat | Lokata     | Źródło |
| ------------- | ------------- | ---------- | ---------- | ---------- | ------------ | ---------- | ----- | ----- | ----- | ----- | ----- | ----- | ----- | ----- | ----- | -------- | ---------- | ------ |
| Skok o tyczce | Anna Rogowska | o          | –          | o          | 1. miejsce Q | 4,55       | o     | –     | xo    | –     | o     | xo    | o     | xo    | xxx   | 4,85     | 1. miejsce | [ 46 ] |

| Konkurencja | Zawodnik             | Eliminacje | Eliminacje | Eliminacje | Eliminacje  | Eliminacje | Finał    | Finał  | Źródło |
| Konkurencja | Zawodnik             | #1         | #2         | #3         | Lokata      | Rezultat   | Rezultat | Lokata | Źródło |
| ----------- | -------------------- | ---------- | ---------- | ---------- | ----------- | ---------- | -------- | ------ | ------ |
| Trójskok    | Małgorzata Trybańska | 13,90      | 13,54      | 13,85      | 11. miejsce | 13,90      |          |        | [ 37 ] |

| Konkurencja | Zawodnik          | Finał            | Finał  | Finał      | Finał  | Finał          | Finał  | Finał      | Finał  | Finał         | Finał  | Finał     | Finał      | Źródło |
| Konkurencja | Zawodnik          | Bieg na 60 m ppł | Punkty | Skok wzwyż | Punkty | Pchnięcie kulą | Punkty | Skok w dal | Punkty | Bieg na 800 m | Punkty | Rezultat  | Lokata     | Źródło |
| ----------- | ----------------- | ---------------- | ------ | ---------- | ------ | -------------- | ------ | ---------- | ------ | ------------- | ------ | --------- | ---------- | ------ |
| Pięciobój   | Karolina Tymińska | 8,34             | 1013   | 1,74       | 903    | 14,06          | 798    | 6,33       | 953    | 2:14,06       | 906    | 4612 pkt. | 4. miejsce | [ 40 ] |